# Sokoli (Čabar)
Sokoli su naselje u Hrvatskoj u sastavu Grada Čabra. Nalaze se u Primorsko-goranskoj županiji. 

## Zemljopis
Sjeverno su Selo, Ferbežari i Srednja Draga i Makov Hrib, sjeverno-sjeverozapadno su Crni Lazi i Ravnice, sjeverno-sjeveroistočno je Prhutova Draga i Tršće, sjeveroistočno su Vrhovci, Lazi i Kraljev Vrh, jugoistočno su Prhci, Pršleti, Smrečje, Mali Lug i Vode.

## Stanovništvo
| broj stanovnika | 115   | 137   | 97    | 113   | 112   | 136   | 120   | 126   | 71    | 74    | 77    | 76    | 46    | 29    | 20    | 10    | 5     |
|                 | 1857. | 1869. | 1880. | 1890. | 1900. | 1910. | 1921. | 1931. | 1948. | 1953. | 1961. | 1971. | 1981. | 1991. | 2001. | 2011. | 2021. |